# Tarmac (média)
Pour les articles homonymes, voir Tarmac (homonymie).

Tarmac est un média numérique ainsi qu’une radio qui est exclusivement diffusée en DAB+, dédié aux 15-25 ans, créé le 28 juin 2017, appartenant à la RTBF et édité par le rappeur Akro. Il est consacré au hip-hop et à la culture urbaine.

## Historique
Le média, présent exclusivement en ligne, est créé le 28 juin 2017 avec Akro,.
En 2020, le média introduit sur sa chaîne YouTube, Tarmac Music, un nouveau format. En 2021, son fondateur Arko revendique 400 000 abonnés sur YouTube.
Tarmac en radio est également disponible en linéaire sur le DAB+.